# Archidiocèse de Białystok
L'archidiocèse de Białystok (en latin : Archidioecesis Bialostocensis, en polonais : Archidiecezja białostocka) est l'un des 14 archevêchés de Pologne. Situé à Białystok, il s'agit d'un siège métropolitain avec deux diocèses suffragants. Depuis 2021, son archevêque est Józef Guzdek (en).

## Territoire

Carte des archidiocèses et diocèses polonais.

L'archidiocèse comprend la partie centre-est de la voïvodie de Podlachie.
Le siège archiépiscopal est à Białystok, où se trouve la cathédrale Notre-Dame-de-l'Assomption. L'archidiocèse compte également deux basiliques mineures : la basilique Saint-Roch de Białystok et la basilique-sanctuaire de la Présentation-de-la-Vierge-Marie à Różanystok.
Le territoire couvre 5 500 km², et il et est divisé en 13 doyennés et 116 paroisses.
La province ecclésiastique de Białystok, créée en 1992, comprend les diocèses de Drohiczyn et de Łomża en tant que suffragants.

## Miracle eucharistique
En 2008, dans l'église Saint-Antoine de Sokółka (pl) a eu lieu le miracle eucharistique de Sokółka qui a été ensuite analysé scientifiquement. Les archevêques de Białystok élevèrent l'église paroissiale au rang de collégiale en avril 2009, puis de sanctuaire en 2017.

## Archevêque
- Edward Kisiel (5 juin 1991 - 15 mai 1993, évêque puis archevêque)
- Stanisław Szymecki (15 mai 1993 - 16 novembre 2000)
- Wojciech Ziemba (16 novembre 2000 - 30 mai 2006, nommé archevêque de Warmie)
- Edward Ozorowski (21 octobre 2006 - 12 avril 2017)
- Tadeusz Wojda, S.A.C. (12 avril 2017 - 2 mars 2021, nommé archevêque de Gdańsk)
- Józef Guzdek (en) (depuis le 16 juillet 2021)